# Enantiola
Enantiola es un género de coleópteros adéfagos de la familia Carabidae.

## Especies
Contiene las siguientes especies:
- Enantiola denticollis (W. Horn, 1895)
- Enantiola hewitti (W. Horn, 1908)
- Enantiola spinicollis (W. Horn, 1908)
- Enantiola wallacei (Bates, 1874)